# マキハタサイボーグ
マキハタサイボーグは日本の競走馬。馬名は冠名の「マキハタ」とロボットより進んだ改造人間を意味する「サイボーグ」が由来となっている。デビュー以来1度も1番人気に支持されることがなかった。

## 経歴

### 2歳
2004年、9月20日に阪神競馬場で行われた2歳新馬戦でデビューを迎えるが、9番人気で7着だった。ちなみにこのレースにはピカレスクコートも出走しており3着となっている。続く2歳未勝利も同じく9番人気で7着だった。

### 3歳
2005年、デビュー3戦目となった7月の3歳未勝利戦は13番人気で12着、続く8月の未勝利戦も14番人気で10着と大敗が続いたが、9月の未勝利戦で初の掲示板内となる4着となり、続く未勝利戦も4着だったが、10月より未勝利戦の施行がなくなり、500万下のレースに出走することになる。500万下緒戦こそ9着だったが、続くレースを8番人気で制し、デビュー8戦目で初勝利を挙げた。

### 4歳
2006年、去勢手術を受け、せん馬となったが500万下のレースを2連敗した。そして去勢後3戦目となった10月に500万下のレースで勝利し2勝目を挙げた。昇級緒戦の高雄特別（1000万下）で9着、そして八瀬特別（1000万下）を10番人気で制し、3勝目を挙げた。しかし1600万下クラス昇級緒戦となったオリオンステークスは9番人気で8着だった。

### 5歳
2007年、格上挑戦で初の重賞出走となった日経新春杯では、6番人気で5着となり、続く自己条件の松籟ステークスで2着、御堂筋ステークスで4着となったが、但馬ステークスと湾岸ステークスは11着という結果に終わった。そして迎えた烏丸ステークスを5番人気で制し、ようやくオープン馬となった。オープン緒戦は第48回宝塚記念に出走登録を行うものの、当初除外の対象馬だったが上位馬の回避があり出走に至った。しかしGI初挑戦となったレースでは、17番人気で10着だった。宝塚記念後は休養に入り、10月の京都大賞典から始動し9番人気で7着、続くアルゼンチン共和国杯は12番人気で9着と重賞で連敗が続いていたが、12月のステイヤーズステークスに出走し、レースでは7番人気と低評価だったが4コーナーで先頭に立ってそのまま押し切り、重賞初勝利を挙げた。なおこの勝利は同レース父仔制覇、亡き父にとっても産駒の重賞初勝利となった。レース後の疲労が軽ければ有馬記念に出走する見通しもあったが、結局出走せずに終わった。

### 6歳
2008年、2年連続出走となる1月20日の日経新春杯では7番人気で14着と大敗した。その後の日経賞では、7着だった。その後はせん馬に開放され出走可能となった天皇賞（春）を目標にしていたが、疲労が抜けきれず放牧に出された。秋初戦の京都大賞典では8着に敗れた。続くアルゼンチン共和国杯では12着に敗れた。次走は連覇がかかったステイヤーズステークスだったが、6着に終わった。

### 7歳
2009年、3年連続出走となる1月18日の日経新春杯では12番人気で9着だった。続く日経賞では6着だった。続くメトロポリタンステークスでは終始後方のまま11着と大敗した。続く目黒記念では8着だった。

### 8歳
2010年、1年ぶりのレースとなった目黒記念では中団のやや後ろを追走するも見せ場なく12着と殿負けを喫した。続く宝塚記念でも終始後方のまま人気通りの17着となり、2戦続けての殿負けとなった。小倉記念では中団追走も直線ではまったく伸びず14着に終わった。アルゼンチン共和国杯では後方追走のまま見せ場なく11着、ステイヤーズステークスでは10着だった。

### 9歳 - 10歳
2011年、万葉ステークスでは先団で追走したが直線で一杯となり7着だった。その後は一度もレースに出走することなく2012年6月9日付で競走馬登録を抹消され、槇本牧場で乗馬となる。

## 競走成績
| 年月日 | 年月日 | 年月日 | 競馬場 | 競走名               | 格       | 頭数 | オッズ （人気） | オッズ （人気） | 着順 | 騎手       | 斤量 | 距離（馬場）  | タイム （上3F） | タイム 差 | 勝ち馬/（2着馬）       |
| 2004   | 9.     | 20     | 阪神   | 2歳新馬              |          | 9    | 128.3           | （9人）         | 7着  | 角田晃一   | 54   | 芝1600m（良） | 1.38.6 (36.3)   | 1.6       | インプレッション       |
|        | 10.    | 3      | 阪神   | 2歳未勝利            |          | 10   | 133.1           | （9人）         | 7着  | 角田晃一   | 55   | 芝1600m（良） | 1.38.2 (36.3)   | 1.2       | ビッグホワイト         |
| 2005   | 7.     | 10     | 阪神   | 3歳未勝利            |          | 16   | 154.9           | （13人）        | 12着 | 小牧太     | 56   | 芝1600m（稍） | 1.39.8 (37.1)   | 2.7       | マイネエストレヤ       |
|        | 8.     | 14     | 小倉   | 3歳未勝利            |          | 16   | 233.0           | （14人）        | 10着 | 角田晃一   | 56   | 芝1800m（良） | 1.49.5 (37.0)   | 1.7       | ブロードキャスター     |
|        | 9.     | 3      | 小倉   | 3歳未勝利            |          | 18   | 60.3            | （12人）        | 4着  | 渡辺薫彦   | 56   | 芝2000m（良） | 2.02.4 (36.5)   | 0.3       | マイネノビア           |
|        | 9.     | 24     | 阪神   | 3歳未勝利            |          | 16   | 21.3            | （7人）         | 4着  | 渡辺薫彦   | 56   | 芝2200m（良） | 2.17.8 (34.8)   | 0.4       | メジロスカイレイ       |
|        | 10.    | 16     | 京都   | 3歳上500万下         |          | 15   | 63.5            | （10人）        | 9着  | 渡辺薫彦   | 54   | 芝2400m（良） | 2.28.0 (34.5)   | 0.8       | バイロイト             |
|        | 11.    | 6      | 福島   | 3歳上500万下         |          | 11   | 21.4            | （8人）         | 1着  | 芹沢純一   | 55   | 芝2600m（良） | 2.42.0 (35.2)   | 0.0       | （パープルファルコン） |
| 2006   | 5.     | 14     | 京都   | 4歳上500万下         |          | 16   | 62.2            | （10人）        | 12着 | 高井彰大   | 57   | 芝2000m（稍） | 2.05.5 (35.6)   | 3.0       | ディルシード           |
|        | 9.     | 17     | 中京   | 3歳上500万下         |          | 16   | 75.1            | （15人）        | 4着  | 秋山真一郎 | 57   | 芝2500m（良） | 2.33.3 (35.1)   | 0.3       | マイネルリーデル       |
|        | 10.    | 14     | 京都   | 3歳上500万下         |          | 18   | 11.5            | （6人）         | 1着  | 秋山真一郎 | 57   | 芝2400m（良） | 2.28.5 (34.1)   | -0.3      | （ダイシンハーバー）   |
|        | 10.    | 29     | 京都   | 高雄特別             | 1000万下 | 17   | 21.2            | （8人）         | 7着  | 秋山真一郎 | 54   | 芝2400m（良） | 2.26.4 (35.6)   | 1.0       | トウカイエリート       |
|        | 11.    | 18     | 京都   | 八瀬特別             | 1000万下 | 18   | 65.7            | （10人）        | 1着  | 武幸四郎   | 57   | 芝2400m（良） | 2.25.7 (35.8)   | 0.0       | （チョウカイサンデー） |
|        | 12.    | 17     | 阪神   | オリオンS            | 1600万下 | 12   | 21.2            | （9人）         | 8着  | 武幸四郎   | 57   | 芝2400m（良） | 2.28.9 (34.8)   | 0.6       | トウカイエリート       |
| 2007   | 1.     | 14     | 京都   | 日経新春杯           | GII      | 12   | 25.8            | （6人）         | 5着  | 秋山真一郎 | 52   | 芝2400m（良） | 2.27.7 (35.4)   | 0.3       | トウカイワイルド       |
|        | 1.     | 28     | 京都   | 松籟S                | 1600万下 | 9    | 3.8             | （2人）         | 2着  | 武幸四郎   | 55   | 芝2400m（良） | 2.25.7 (35.2)   | 0.1       | トウショウパワーズ     |
|        | 2.     | 24     | 阪神   | 御堂筋S              | 1600万下 | 14   | 6.1             | （2人）         | 4着  | 武幸四郎   | 57   | 芝2400m（良） | 2.26.7 (35.0)   | 0.6       | ダークメッセージ       |
|        | 3.     | 18     | 阪神   | 但馬S                | 1600万下 | 12   | 6.3             | （3人）         | 11着 | 武幸四郎   | 56   | 芝2000m（良） | 2.02.8 (34.8)   | 0.7       | テイエムテンライ       |
|        | 4.     | 7      | 中山   | 湾岸S                | 1600万下 | 15   | 10.6            | （6人）         | 11着 | 川田将雅   | 57   | 芝2200m（良） | 2.14.8 (34.9)   | 0.7       | ユメノシルシ           |
|        | 5.     | 5      | 京都   | 烏丸S                | 1600万下 | 11   | 12.6            | （5人）         | 1着  | 武幸四郎   | 56   | 芝2400m（良） | 2.24.6 (34.4)   | 0.0       | （ホーマンアラシ）     |
|        | 6.     | 24     | 阪神   | 宝塚記念             | GI       | 18   | 174.5           | （17人）        | 10着 | 和田竜二   | 58   | 芝2200m（稍） | 2.15.1 (38.2)   | 2.7       | アドマイヤムーン       |
|        | 10.    | 7      | 京都   | 京都大賞典           | GII      | 10   | 86.9            | （9人）         | 7着  | 小牧太     | 57   | 芝2400m（良） | 2.25.5 (34.4)   | 0.7       | インティライミ         |
|        | 11.    | 4      | 東京   | アルゼンチン共和国杯 | JpnII    | 18   | 26.3            | （12人）        | 9着  | 吉田豊     | 53   | 芝2500m（良） | 2.31.8 (35.4)   | 0.9       | アドマイヤジュピタ     |
|        | 12.    | 1      | 中山   | ステイヤーズS        | JpnII    | 13   | 50.7            | （7人）         | 1着  | 吉田豊     | 57   | 芝3600m（良） | 3.44.9 (35.5)   | -0.1      | （ネヴァブション）     |
| 2008   | 1.     | 20     | 京都   | 日経新春杯           | GII      | 16   | 14.7            | （7人）         | 14着 | 秋山真一郎 | 56   | 芝2400m（良） | 2.29.4 (39.0)   | 2.0       | アドマイヤモナーク     |
|        | 3.     | 29     | 中山   | 日経賞               | GII      | 13   | 45.2            | （9人）         | 7着  | 柴田善臣   | 58   | 芝2500m（良） | 2.34.2 (35.5)   | 1.5       | マツリダゴッホ         |
|        | 10.    | 12     | 京都   | 京都大賞典           | GII      | 10   | 97.8            | （9人）         | 8着  | 幸英明     | 58   | 芝2400m（良） | 2.27.6 (34.9)   | 0.7       | トーホウアラン         |
|        | 11.    | 9      | 東京   | アルゼンチン共和国杯 | JpnII    | 16   | 81.8            | （14人）        | 12着 | 田中勝春   | 56   | 芝2500m（良） | 2.32.6 (34.3)   | 1.8       | スクリーンヒーロー     |
|        | 12.    | 6      | 中山   | ステイヤーズS        | JpnII    | 16   | 16.6            | （8人）         | 6着  | 吉田豊     | 58   | 芝3600m（良） | 3.48.9 (35.9)   | 0.8       | エアジパング           |
| 2009   | 1.     | 18     | 京都   | 日経新春杯           | GII      | 16   | 41.5            | （12人）        | 9着  | 幸英明     | 55   | 芝2400m（良） | 2.28.2 (36.9)   | 1.6       | テイエムプリキュア     |
|        | 3.     | 28     | 中山   | 日経賞               | GII      | 14   | 139.4           | （12人）        | 6着  | 吉田豊     | 57   | 芝2500m（良） | 2.32.6 (36.1)   | 1.4       | アルナスライン         |
|        | 4.     | 25     | 東京   | メトロポリタンS      | OP       | 16   | 18.7            | （8人）         | 11着 | 菊沢隆徳   | 55   | 芝2400m（不） | 2.34.2 (37.1)   | 1.1       | スノークラッシャー     |
|        | 5.     | 31     | 東京   | 目黒記念             | GII      | 18   | 157.3           | （18人）        | 8着  | 小牧太     | 54   | 芝2500m（不） | 2.41.7 (39.3)   | 2.7       | ミヤビランベリ         |
| 2010   | 5.     | 30     | 東京   | 目黒記念             | GII      | 12   | 158.9           | （12人）        | 12着 | 和田竜二   | 54   | 芝2500m（良） | 2.36.5 (34.8)   | 1.7       | コパノジングー         |
|        | 6.     | 27     | 阪神   | 宝塚記念             | GI       | 17   | 402.8           | （17人）        | 17着 | 太宰啓介   | 58   | 芝2200m（稍） | 2.15.6 (38.0)   | 2.6       | ナカヤマフェスタ       |
|        | 8.     | 1      | 小倉   | 小倉記念             | GIII     | 17   | 176.5           | （17人）        | 14着 | 国分恭介   | 53   | 芝2000m（良） | 1:59.3 (35.8)   | 1.4       | ニホンピロレガーロ     |
|        | 11.    | 7      | 東京   | アルゼンチン共和国杯 | GII      | 18   | 221.4           | （18人）        | 11着 | 小野寺祐太 | 52   | 芝2500m（良） | 2.31.5 (36.1)   | 1.5       | トーセンジョーダン     |
|        | 12.    | 4      | 中山   | ステイヤーズS        | GII      | 15   | 226.2           | （12人）        | 10着 | 小野寺祐太 | 57   | 芝3600m（良） | 3.45.0 (36.4)   | 1.6       | コスモヘレノス         |
| 2011   | 1.     | 5      | 京都   | 万葉S                | OP       | 12   | 61.4            | （11人）        | 7着  | 国分恭介   | 51   | 芝3000m（良） | 3.09.3 (36.2)   | 0.8       | コスモメドウ           |

## 血統表
| マキハタサイボーグの血統ノーザンテースト系 / （Northern Dancer 5×5×3=18.75%） | マキハタサイボーグの血統ノーザンテースト系 / （Northern Dancer 5×5×3=18.75%） | マキハタサイボーグの血統ノーザンテースト系 / （Northern Dancer 5×5×3=18.75%） | （血統表の出典）   | （血統表の出典）   |
| 父 メジロブライト 1994 鹿毛                                                   | 父の父メジロライアン 1987 鹿毛                                                | アンバーシャダイ                                                              | * ノーザンテースト | * ノーザンテースト |
| 父 メジロブライト 1994 鹿毛                                                   | 父の父メジロライアン 1987 鹿毛                                                | アンバーシャダイ                                                              | * クリアアンバー   |                    |
| 父 メジロブライト 1994 鹿毛                                                   | 父の父メジロライアン 1987 鹿毛                                                | メジロチェイサー                                                              | * メジロサンマン   | * メジロサンマン   |
| 父 メジロブライト 1994 鹿毛                                                   | 父の父メジロライアン 1987 鹿毛                                                | メジロチェイサー                                                              | * シェリル         |                    |
| 父 メジロブライト 1994 鹿毛                                                   | 父の母レールデュタン 1982 鹿毛                                                | マルゼンスキー                                                                | Nijinsky II        | Nijinsky II        |
| 父 メジロブライト 1994 鹿毛                                                   | 父の母レールデュタン 1982 鹿毛                                                | マルゼンスキー                                                                | * シル             |                    |
| 父 メジロブライト 1994 鹿毛                                                   | 父の母レールデュタン 1982 鹿毛                                                | ケイツナミ                                                                    | * ラディガ         | * ラディガ         |
| 父 メジロブライト 1994 鹿毛                                                   | 父の母レールデュタン 1982 鹿毛                                                | ケイツナミ                                                                    | ハイビスカス       |                    |
| 母 シンミスアンサー 1981 鹿毛                                                 | 母の父* ノーザンアンサー Northern Answer 1966 黒鹿毛                          | Northern Dancer                                                               | Nearctic           | Nearctic           |
| 母 シンミスアンサー 1981 鹿毛                                                 | 母の父* ノーザンアンサー Northern Answer 1966 黒鹿毛                          | Northern Dancer                                                               | Natalma            |                    |
| 母 シンミスアンサー 1981 鹿毛                                                 | 母の父* ノーザンアンサー Northern Answer 1966 黒鹿毛                          | Windy Answer                                                                  | Windfields         | Windfields         |
| 母 シンミスアンサー 1981 鹿毛                                                 | 母の父* ノーザンアンサー Northern Answer 1966 黒鹿毛                          | Windy Answer                                                                  | Reply              |                    |
| 母 シンミスアンサー 1981 鹿毛                                                 | 母の母ブラウンデージ 1975 鹿毛                                                | * ボンモー                                                                    | Worden             | Worden             |
| 母 シンミスアンサー 1981 鹿毛                                                 | 母の母ブラウンデージ 1975 鹿毛                                                | * ボンモー                                                                    | Djebel Idra        |                    |
| 母 シンミスアンサー 1981 鹿毛                                                 | 母の母ブラウンデージ 1975 鹿毛                                                | コマンチ                                                                      | * ムーティエ       | * ムーティエ       |
| 母 シンミスアンサー 1981 鹿毛                                                 | 母の母ブラウンデージ 1975 鹿毛                                                | コマンチ                                                                      | ケンエイ F-No.13-a |                    |

- 大叔母にラフオンテース。
- 叔父にシンチェスト、テイエムジャンボ。